# Carl Frederik Aagaard
Carl Frederik Aagaard (Odense, 29 gennaio 1833 – Copenaghen, 2 novembre 1895) è stato un pittore danese.

## Biografia

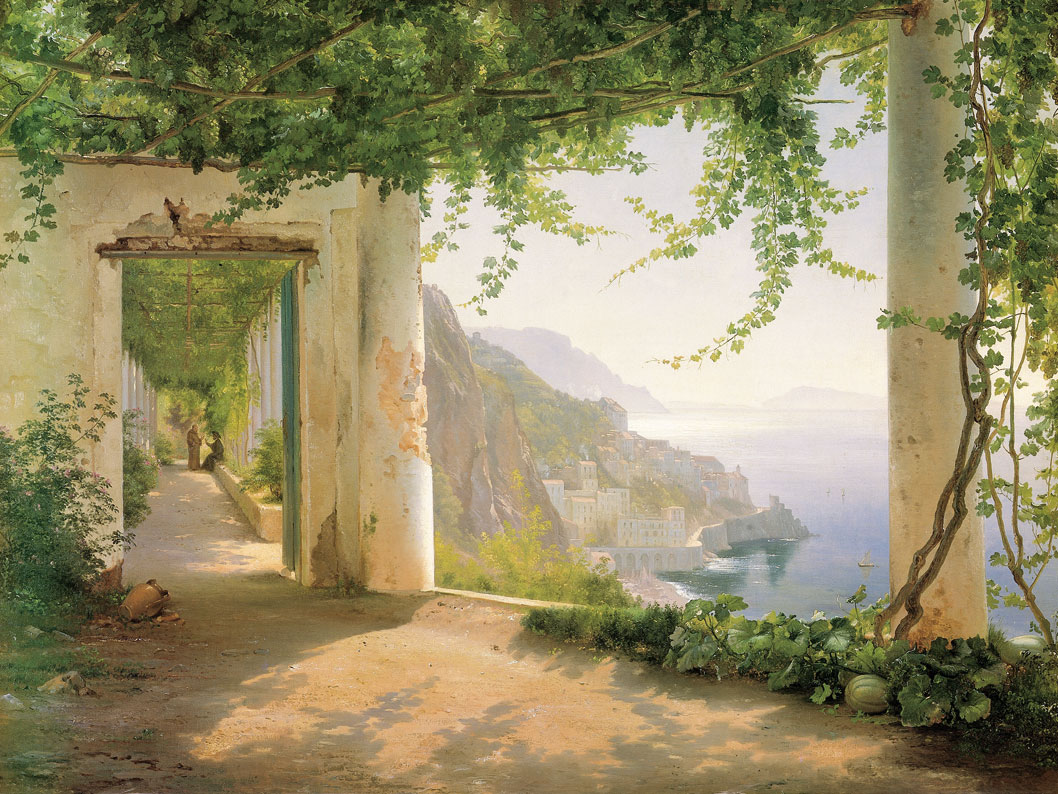
Amalfi dai Cappuccini

Fratello minore di Johan Peter Aagaard, dopo gli studi iniziali, Aagaard lasciò la città natale a 19 anni, per seguire i corsi all'Accademia Reale delle Belle Arti di Copenaghen e divenne allora allievo del pittore paesaggista Peter Christian Skoovgaard, che avrà sempre una grande influenza su Aagaard. Con il fratello lavorò sia all'incisione su legno xilografia che all'incisione all'acquaforte: fu anche assistente del pittore decoratore Georg Christian Hilker.
Nel 1857 Aagaard presentò per la prima volta al pubblico le proprie opere in un'esposizione organizzata dalla sua parrocchia: l'esposizione incontrò un successo notevole ed inaspettato. Tra il 1869 e il 1870, Aagard intraprese un viaggio di studio attraverso la Svizzera e qualche anno più tardi 1875-1876 visitò l'Italia per conoscerne le bellezze naturali e artistiche. Da questii viaggi riportò numerosissimi schizzi che usò, tornato nel suo studio a Copenaghen, come base per quadri ad olio. Nel 1872 ottenne il titolo di Professore.